# Campionato mondiale maschile di pallavolo 1994
Il campionato mondiale di pallavolo maschile 1994 si è svolto dal 29 settembre all'8 ottobre 1994 ad Atene e Salonicco, in Grecia: al torneo hanno partecipato sedici squadre nazionali e la vittoria finale è andata per la seconda volta consecutiva all'Italia.

## Squadre e gironi
Gruppo A
 Algeria
 Canada
 Grecia
 Russia
Gruppo B
 Argentina
 Brasile
 Germania
 Stati Uniti
Gruppo C
 Bulgaria
 Cina
 Italia
 Giappone
Gruppo D
 Cuba
 Paesi Bassi
 Corea del Sud
 Svezia

## I Fase

### Gruppo A
| Algeria | 0 - 3 | Russia  |
| Grecia  | 3 - 0 | Canada  |
| Russia  | 3 - 2 | Canada  |
| Algeria | 0 - 3 | Grecia  |
| Canada  | 3 - 2 | Algeria |
| Grecia  | 3 - 0 | Russia  |

| Pos | Squadra |
| --- | ------- |
| 1   | Grecia  |
| 2   | Russia  |
| 3   | Canada  |
| 4   | Algeria |

### Gruppo B
| Stati Uniti | 3 - 1 | Germania    |
| Argentina   | 2 - 3 | Brasile     |
| Argentina   | 0 - 3 | Stati Uniti |
| Brasile     | 3 - 0 | Germania    |
| Germania    | 3 - 1 | Argentina   |
| Brasile     | 2 - 3 | Stati Uniti |

| Pos | Squadra     |
| --- | ----------- |
| 1   | Stati Uniti |
| 2   | Brasile     |
| 3   | Germania    |
| 4   | Argentina   |

### Gruppo C
| 13 novembre 1994 |       |          |
| Bulgaria         | 3 - 1 | Giappone |
| Italia           | 3 - 0 | Cina     |
| 14 novembre 1994 |       |          |
| Cina             | 3 - 0 | Giappone |
| Bulgaria         | 0 - 3 | Italia   |
| 15 novembre 1994 |       |          |
| Bulgaria         | 3 - 0 | Cina     |
| Italia           | 2 - 3 | Giappone |

| Pos | Squadra  |
| --- | -------- |
| 1   | Italia   |
| 2   | Bulgaria |
| 3   | Giappone |
| 4   | Cina     |

### Gruppo D
| Corea del Sud | 2 - 3 | Cuba          |
| Paesi Bassi   | 3 - 1 | Svezia        |
| Paesi Bassi   | 3 - 1 | Corea del Sud |
| Cuba          | 3 - 0 | Svezia        |
| Corea del Sud | 3 - 2 | Svezia        |
| Cuba          | 3 - 0 | Paesi Bassi   |

| Pos | Squadra       |
| --- | ------------- |
| 1   | Cuba          |
| 2   | Paesi Bassi   |
| 3   | Corea del Sud |
| 4   | Svezia        |

## Playoff

### Vincitori del girone
| Italia | - | Grecia      | 3 - 0 |
| Cuba   | - | Stati Uniti | 0 - 3 |

### Seconde e terze
| Corea del Sud | - | Bulgaria | 3 - 1 |
| Germania      | - | Russia   | 0 - 3 |
| Paesi Bassi   | - | Giappone | 3 - 0 |
| Brasile       | - | Canada   | 3 - 0 |

## Quarti di finale
| Corea del Sud | - | Stati Uniti | 0 - 3 |
| Italia        | - | Russia      | 3 - 1 |
| Grecia        | - | Paesi Bassi | 0 - 3 |
| Brasile       | - | Cuba        | 2 - 3 |

## Semifinali e finali

### V-VIII posto
|  | Semifinali    | Semifinali    | Semifinali |        |         | Finale        | Finale        | Finale   |  |
|  |               |               |            |        |         |               |               |          |  |
|  | Russia        | Russia        | 0          |        |         |               |               |          |  |
|  | Russia        | Russia        | 0          |        |         |               |               |          |  |
|  | Brasile       | Brasile       | 3          |        |         |               |               |          |  |
|  | Brasile       | Brasile       | 3          |        | Brasile | Brasile       | 3             |          |  |
|  |               |               |            |        | Brasile | Brasile       | 3             |          |  |
|  |               |               | Grecia     | Grecia | 0       |               |               |          |  |
|  | Grecia        | Grecia        | Grecia     | Grecia | 0       | 3             |               |          |  |
|  | Grecia        | Grecia        |            |        |         | 3             |               |          |  |
|  | Corea del Sud | Corea del Sud | 1          |        |         | 7º posto      | 7º posto      | 7º posto |  |
|  | Corea del Sud | Corea del Sud | 1          |        |         |               |               |          |  |
|  |               |               |            |        |         |               |               |          |  |
|  |               |               |            |        |         | Russia        | Russia        | 3        |  |
|  |               |               |            |        |         | Russia        | Russia        | 3        |  |
|  |               |               |            |        |         | Corea del Sud | Corea del Sud | 0        |  |

### I-IV posto
|  | Semifinali  | Semifinali  | Semifinali  |             |        | Finale      | Finale      | Finale   |  |
|  |             |             |             |             |        |             |             |          |  |
|  | Paesi Bassi | Paesi Bassi | 3           |             |        |             |             |          |  |
|  | Paesi Bassi | Paesi Bassi | 3           |             |        |             |             |          |  |
|  | Stati Uniti | Stati Uniti | 2           |             |        |             |             |          |  |
|  | Stati Uniti | Stati Uniti | 2           |             | Italia | Italia      | 3           |          |  |
|  |             |             |             |             | Italia | Italia      | 3           |          |  |
|  |             |             | Paesi Bassi | Paesi Bassi | 1      |             |             |          |  |
|  | Cuba        | Cuba        | Paesi Bassi | Paesi Bassi | 1      | 1           |             |          |  |
|  | Cuba        | Cuba        |             |             |        | 1           |             |          |  |
|  | Italia      | Italia      | 3           |             |        | 3º posto    | 3º posto    | 3º posto |  |
|  | Italia      | Italia      | 3           |             |        |             |             |          |  |
|  |             |             |             |             |        |             |             |          |  |
|  |             |             |             |             |        | Stati Uniti | Stati Uniti | 3        |  |
|  |             |             |             |             |        | Stati Uniti | Stati Uniti | 3        |  |
|  |             |             |             |             |        | Cuba        | Cuba        | 1        |  |

## Classifica finale
| Posiz | Nazione       |
| ----- | ------------- |
|       | ITALIA        |
|       | Paesi Bassi   |
|       | Stati Uniti   |
| 4     | Cuba          |
| 5     | Brasile       |
| 6     | Grecia        |
| 7     | Russia        |
| 8     | Corea del Sud |
| 9     | Bulgaria      |
| 9     | Canada        |
| 9     | Germania      |
| 9     | Giappone      |
| 13    | Algeria       |
| 13    | Argentina     |
| 13    | Cina          |
| 13    | Svezia        |

| Campione Mondiale 1994 |
| ---------------------- |
| Italia 2º titolo       |